# SWR Aktuell
SWR Aktuell ist ein seit 6. Februar 2017 bestehendes, medienübergreifendes Nachrichtenangebot des Südwestrundfunks (SWR). Es bietet Nachrichten aus Rheinland-Pfalz und Baden-Württemberg sowie aus Deutschland und der Welt. SWR Aktuell informiert im Web, als App, in sozialen Netzwerken, im Fernsehen und im Hörfunk. 

## Geschichte
Anfang März 2016 kündigte der SWR an, sein Programmangebot stärker an den Nutzungsgewohnheiten der Menschen ausrichten zu wollen. Außerdem sollten alle Nachrichtenangebote des SWR im Internet, im Fernsehen und im Hörfunk in einem einheitlichen Auftritt unter dem Namen „SWR Aktuell“ gebündelt werden.
Anfang 2017 schaffte der Sender seine Fernsehdirektion und Hörfunkdirektion ab und gründete stattdessen zwei medienübergreifende Themendirektionen. Außerdem wurden auch die Pläne zu „SWR Aktuell“ konkretisiert. So wurde angekündigt, dass das Angebot auch als App an den Start gehen werde. Das Angebot ging am 6. Februar 2017 an den Start.

## Bestandteile des Nachrichtenangebots
SWR Aktuell ist über die Website SWRAktuell.de, eine eigene App, in den sozialen Netzwerken, im SWR Fernsehen und im Hörfunk nutzbar. Das Angebot hat den Anspruch, Ereignisse mit Relevanz für die Menschen in Südwestdeutschland aufzugreifen und einzuordnen.

### Internetseite
SWRAktuell.de bietet einen Nachrichtenüberblick über das aktuelle Geschehen und setzt dabei auf unterschiedliche Darstellungsformen. Außerdem sind hier der Live-Stream des Hörfunkprogramms von SWR Aktuell und die Videos der SWR Aktuell-Fernsehsendungen abrufbar.

### Anwendungssoftware für Mobilgeräte
Die SWR Aktuell-App bringt Nachrichten für den Südwesten auf das Smartphone mit zahlreichen Audios, Fotos und Videos für die mobile Nutzung. Mithilfe der App können die Nutzer Meldungen als Storys folgen und werden per Push-Mitteilungen informiert, wenn es neue Informationen zum ausgewählten Thema gibt. Außerdem gibt es in der App die Möglichkeit, eigene Fotos, Videos oder Audiodateien hochzuladen und an die Nachrichten-Redaktion des SWR zu übermitteln. Zudem können Informationen zur aktuellen Wetter- oder Verkehrslage abgerufen werden.

### Newsletter
Der SWR Aktuell-Newsletter informiert via E-Mail über die wichtigsten Nachrichten des Tages und bündelt Links und Programmtipps zu weiteren Angeboten des SWR, die zusätzliche Informationen bieten.

### SWR Aktuell im SWR Fernsehen
Die Sendungen von SWR Aktuell im SWR Fernsehen informieren mehrfach täglich über Themen aus Rheinland-Pfalz, Baden-Württemberg und der Welt. Es ist das Nachfolgeprogramm der SWR Landesschau Aktuell. Zum Start von SWR Aktuell wurde samstags die Hauptnachrichtensendung im Fernsehen um 15 Minuten verlängert. Sie beginnt nun um 19:30 Uhr und dauert bis 20:00 Uhr. Die Sendezeit der Hauptausgaben der werktäglichen Nachrichtensendungen wurden bereits Ende Oktober 2014 ausgeweitet.
Seit dem Start von SWR Aktuell werden die Nachrichten für Rheinland-Pfalz aus Mainz in einem neuen, vollvirtuellen Studio produziert. Die in Stuttgart produzierte Nachrichtensendung für Baden-Württemberg wird bereits seit 2012 aus einem Studio mit vollvirtueller Technik gesendet.
Im Laufe des Jahres 2022 wurden beide Studios erneut umgestaltet, um die technischen Möglichkeiten zu erweitern, mit denen beispielsweise Zusammenhänge mit Grafiken besser erklärt werden können.

### SWR Aktuell im Hörfunk
SWR Aktuell löste das Nachrichtenprogramm SWRinfo zum 6. Februar 2017 ab. Das Programm ist Teil des medienübergreifenden Nachrichtenangebots SWR Aktuell und ein reines Wortprogramm. SWR Aktuell sendet von 6 bis 18 Uhr alle 30 Minuten Nachrichten, mit Ausnahme von 14.30 Uhr. Dazwischen gibt es Hintergrundinformationen zu aktuellen Themen, Live-Berichterstattung von Großereignissen und Podcasts zu verschiedenen Themenbereichen wie Wirtschaft, Sport, Migration und Integration, Umwelt und Verbraucher sowie Medien. Im Abendprogramm werden zur vollen Stunde Nachrichten gesendet. Dazwischen gibt es Wiederholungen längerer Sendungen aus den Programmen SWR1 und SWR2 sowie längere Podcast-Produktionen zu hören.
Das SWR Aktuell-Hörfunkprogramm ist verfügbar über DAB+, im Livestream sowie unter SWRAktuell.de und in der SWR Aktuell-App. In Stuttgart ist SWR Aktuell auch über die UKW-Frequenz 91,5 MHz empfangbar.
SWR Aktuell schalten im Sendegebiet täglich 137.000 Hörerinnen und Hörer ein. Bundesweit hören 147.000 Menschen das Informationsprogramm des SWR.